# گولدن شورز (آریزونا)
گولدن شورز (به انگلیسی: Golden Shores) یک منطقهٔ مسکونی در ایالات متحده آمریکا است که در آریزونا واقع شده‌است. گولدن شورز ۲۱٫۰۸ کیلومتر مربع مساحت و ۷٬۵۳۲ نفر جمعیت دارد و ۲۰۸ متر بالاتر از سطح دریا واقع شده‌است.